# Emilio Traverso
Emilio Traverso (Gênes, 13 janvier 1951-23 avril 2007) est un organiste classique et professeur de musique italien.

## Biographie

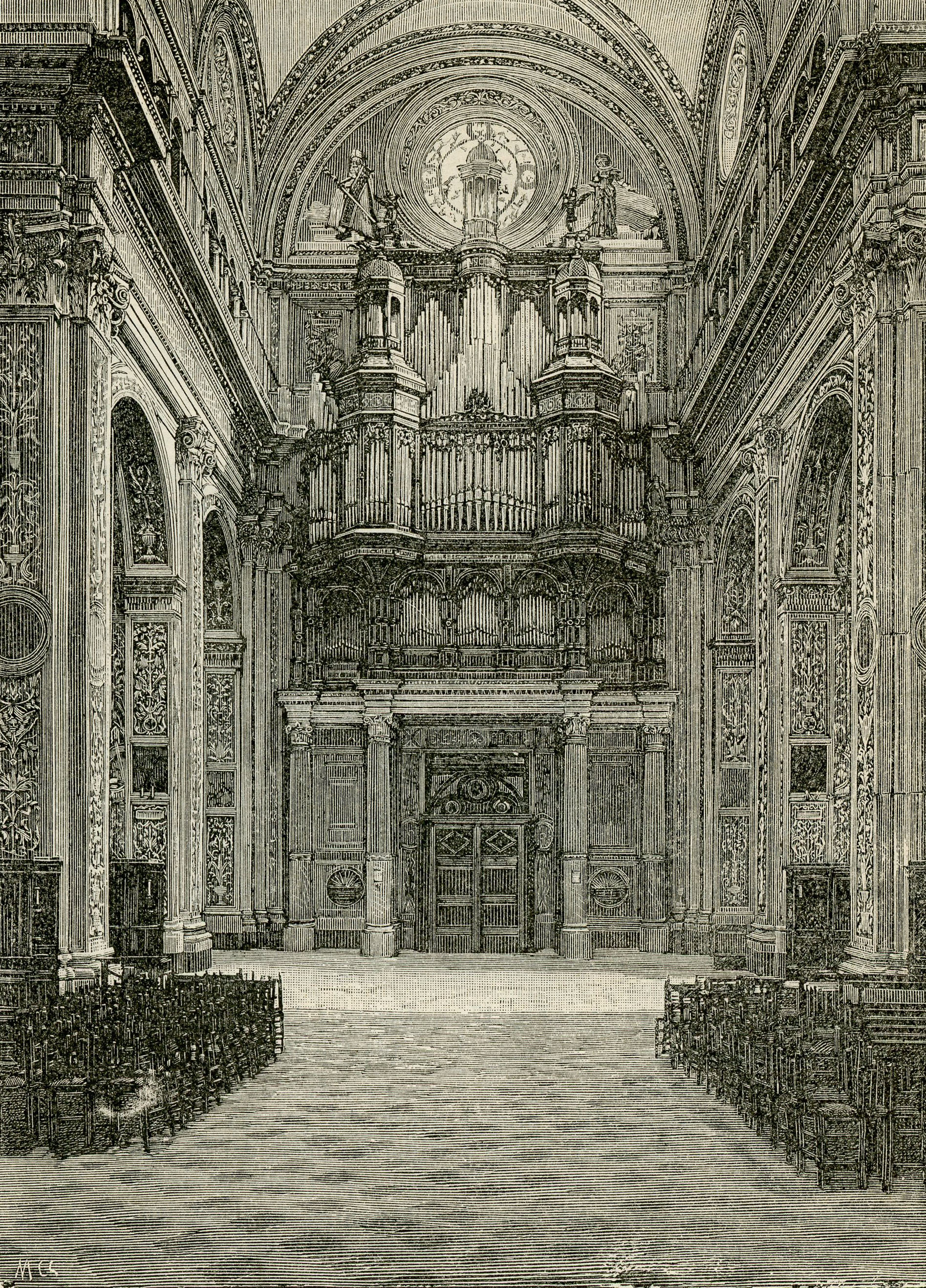
Orgue de la basilique de l'Immaculée de Gênes.

Emilio Traverso est professeur au Conservatoire Niccolò Paganini et organiste titulaire à la basilique de l'Immaculée à Gênes. 
En 2006, il enregistre un disque sur un orgue Alari 1773 chez Tactus.